# Serie A 1962 (pallavolo femminile)
La Serie A femminile FIPAV 1962 fu la 17ª edizione del principale torneo pallavolistico italiano femminile organizzato dalla FIPAV.

## Regolamento e avvenimenti
Il titolo fu conquistato dalla Casa Lampada Trieste. La Fari Bergamo si ritirò prima dell'inizio del campionato. L'Agi Gorizia fu penalizzata di un punto per la rinuncia alla trasferta di Vignola; la VBC Alessandria fu penalizzata di un punto per la rinuncia alla trasferta di Trieste.

## Classifica
| Pos. | Squadra                  | Pt | G  | V  | P  | SV | SP |
| ---- | ------------------------ | -- | -- | -- | -- | -- | -- |
| 1.   | Casa Lampada Trieste     | 22 | 12 | 11 | 1  | 35 | 11 |
| 2.   | Muratori Vignola         | 20 | 12 | 10 | 2  | 32 | 14 |
| 3.   | Minelli Modena           | 18 | 12 | 9  | 3  | 30 | 15 |
| 4.   | Sestese Sesto Fiorentino | 10 | 12 | 5  | 7  | 25 | 23 |
| 5.   | Agi Gorizia              | 7  | 12 | 4  | 8  | 17 | 24 |
| 6.   | VBC Alessandria          | 3  | 12 | 2  | 10 | 11 | 32 |
| 7.   | Verri Milano             | 2  | 12 | 1  | 11 | 6  | 34 |
| 8.   | Fari Bergamo             | –  | 0  | –  | –  | –  | –  |

| Campione d'Italia | Retrocesse in Serie B |

## Risultati

### Tabellone
|                  | Alessandria | Gorizia | Milano | Modena | Sesto Fiorentino | Trieste | Vignola |
| ---------------- | ----------- | ------- | ------ | ------ | ---------------- | ------- | ------- |
| Alessandria      | XXX         | 3-0     | 3-2    | 0-3    | 0-3              | 0-3     | 1-3     |
| Gorizia          | 3-1         | XXX     | 3-0    | 1-3    | 3-1              | 0-3     | 1-3     |
| Milano           | 3-1         | 1-3     | XXX    | 0-3    | 0-3              | 0-3     | 0-3     |
| Modena           | 3-1         | 3-0     | 3-0    | XXX    | 3-1              | 3-2     | 1-3     |
| Sesto Fiorentino | 3-1         | 3-1     | 3-0    | 1-3    | XXX              | 2-3     | 1-3     |
| Trieste          | 3-0         | 3-2     | 3-0    | 3-0    | 3-2              | XXX     | 3-2     |
| Vignola          | 3-0         | 3-0     | 3-0    | 3-2    | 3-2              | 0-3     | XXX     |

## Fonti
- Filippo Grassia e Claudio Palmigiano (a cura di). Almanacco illustrato del volley 1987. Modena, Panini, 1986.